# Torreón
Torreón är en ort i Mexiko.   Den ligger i kommunen Torreón och delstaten Coahuila, i den centrala delen av landet, 800 km nordväst om huvudstaden Mexico City. Torreón ligger 1 124 meter över havet och antalet invånare är 524 066.

## Historia
Enligt arkeologiska fynd började området vid Torreón befolkas runt det 10:e millenniet f.Kr. Den fick sitt namn eftersom det byggdes ett "torreón" (stort torn) för att övervaka floden Río Nazas översvämningar. Befolkningen växte från växte från 200 år 1892 till 34 000 år 1910. Torreón blev en egen stad 1907.
Staden var speciellt viktig under den mexikanska revolutionen och under 1911 skedde en massaker i staden där 303 kinesiska immigranter dog. Staden ligger 56 km sydväst om staden San Pedro de las Colonias där flera strider skedde.
Den 15 september 2007 firade Torreón 100 år som en egen stad vilket gjordes med olika evenemang mellan 15 september 2006 och 15 september 2007.

## Sevärdheter

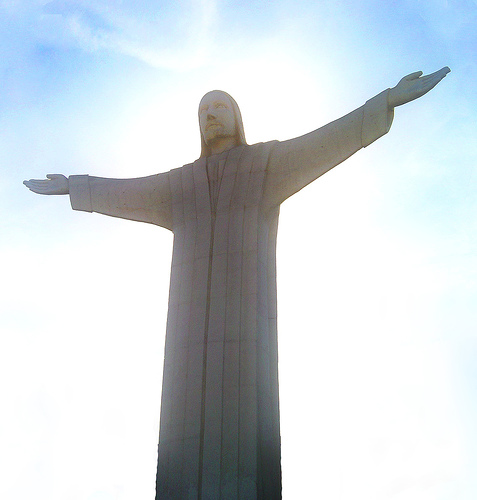
Statyn Cristo de las Noas.

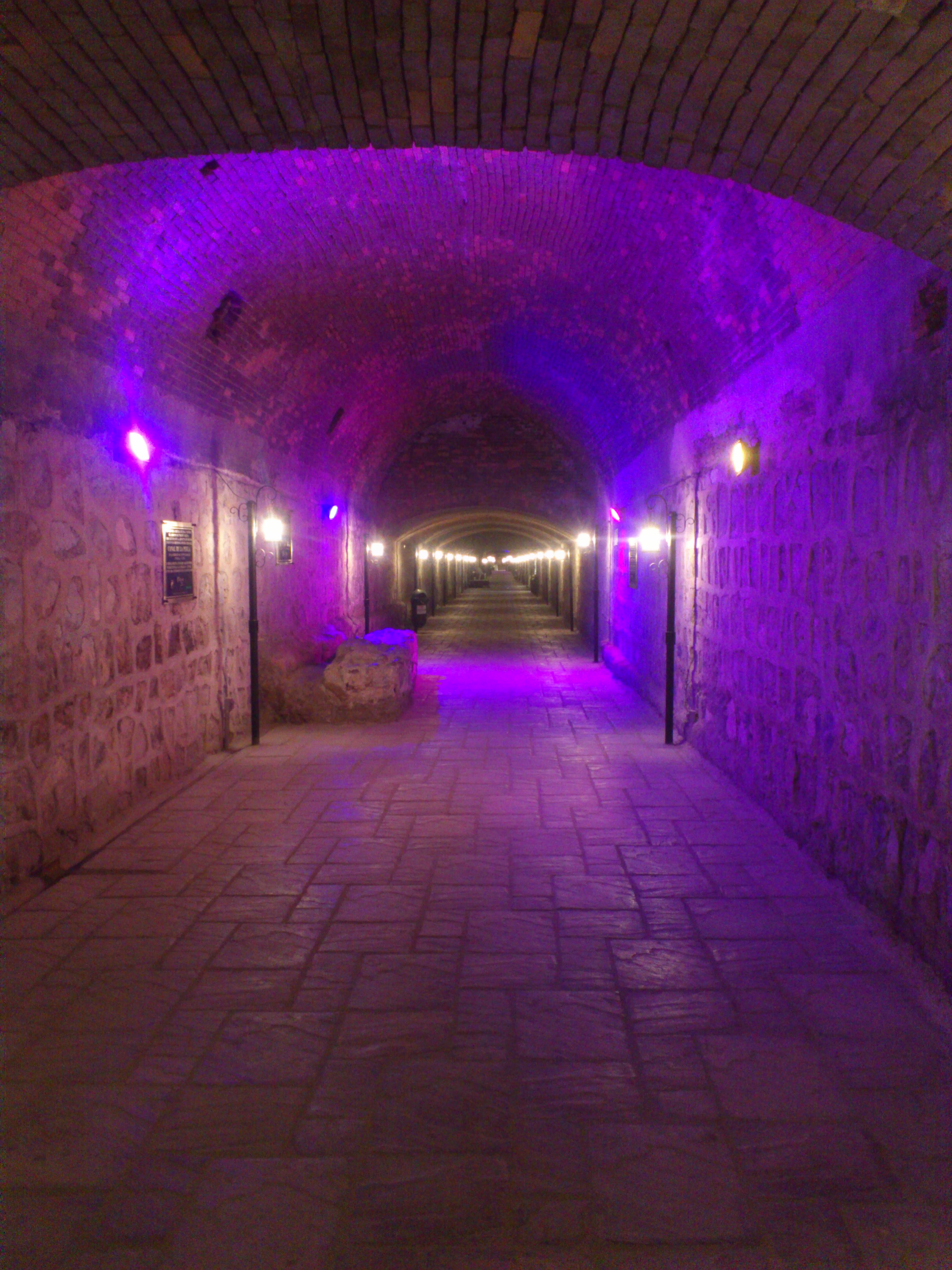
Canal de la Perla.

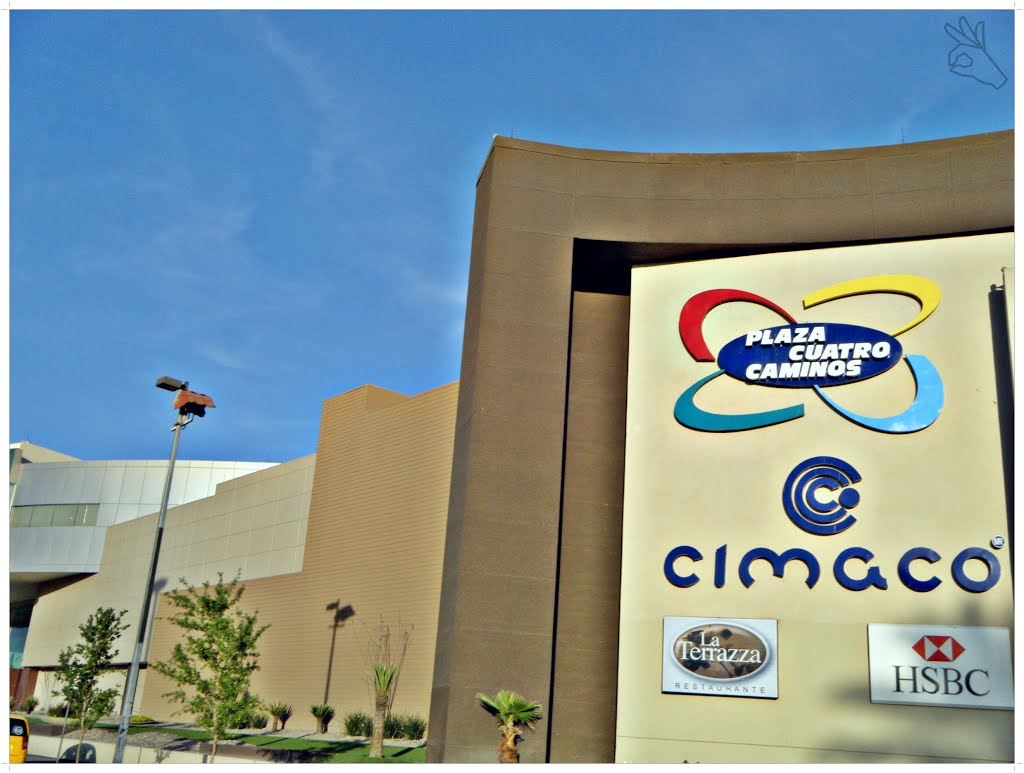
Gallerian Cuatro Caminos

I Torreón finns statyn Cristo de las Noas som är 21,8 meter hög och är den största statyn av Jesus i Latinamerika. Den har fått sitt namn efter berget Cerro Las Noas som också är berget som statyn ligger på. Statyn föreställer Jesus med utsträckta armar och symboliserar skydd för invånarna i staden. Uppe på berget finns även en katolsk kyrka och det går att se ut över staden. Det finns också flera köpcentrum i staden.
Det finns ett vattendrag vid namn Canal de la Perla i Torreón, ett underjordiskt vattendrag som byggdes på 1800-talet för att få vattnet från floden Rio Nazas till fälten nära staden. Vattendraget upptäcktes återigen 2003 och återöppnade 2014. Den går igenom den äldsta delen av staden och är öppen för besök. Det används också för kulturella och konstnärliga utställningar.
År 2006 öppnade museet Museo Aracona som rymmer olika konstsamlingar och har även en sektion som rör Mexikos och Torreóns historia. I museet finns även tillfälliga utställningar, bokmässor, filmer och olika aktiviteter.